# Arturo del Castillo
Pour les articles homonymes, voir Pérez, Arturo Pérez et Del Castillo.
Arturo Pérez del Castillo, dit Arturo del Castillo, né le 24 août 1925 à Concepción (Chili) et mort le 5 décembre 1992 à Buenos Aires, est un auteur de bande dessinée argentin, d'origine chilienne.

## Prix
- 1980 :  Prix Yellow-Kid « Une vie consacrée au cartoon », remis pour l'ensemble de son œuvre par l'organisation du festival de Lucques

## Œuvre

### Publications en français
- Audax (3e série), scénario et dessins d'Arturo del Castillo, Arédit, collection Audax

2. La Nuit de la St Sylvestre, 1970
3. Cherokee, 1970
8. Le Mystérieux Bandit, 1971
9. Le Sentier de l'honneur, 1972
13. Menaces sur l'orégon, 1973
- Audax (4e série), Arédit, collection Héroïc

30. Vers le Nevada, scénario et dessins d'Arturo del Castillo, 1979
32. La Fille de Colt Curtiss, scénario et dessins d'Arturo del Castillo, 1979
- Silver Colt, Arédit, collection Audax

1. Une Lutte inégale, scénario et dessins d'Arturo del Castillo, 1970
2. Une Course extraordinaire, scénario et dessins d'Arturo del Castillo, 1970
4. Le Fils du shérif, scénario et dessins d'Arturo del Castillo, 1971
- Le Shérif Kendall, ODEJ, collection Éléphant Blanc

Le Trésor des Apaches, scénario et dessins d'Arturo del Castillo, 1965
Justice à Seely City, scénario et dessins d'Arturo del Castillo, 1966
- Amok, Sagédition

9. Danger mortel, scénario de Phil Anderson dessins d'Arturo del Castillo et Tony Chan, 1966
- Karacal, Sagédition

1. Les Lâches ne meurent jamais, scénario de Ray Collins, dessins d'Arturo del Castillo, Ernesto García Seijas et Juan Zanotto, 1976
2. Une Étoile sur un colt, scénario de Ray Collins, dessins d'Arturo del Castillo et Ernesto García Seijas, 1976
3. Au Fond de l'abîme, scénario de Ray Collins et Antonio Mancuso, dessins d'Arturo del Castillo, Vincenzo Monti, Giuseppe Montanari et Juan Zanotto, 1976

- Long Rifle, Aventures et Voyages collection Mon journal

73. Du Sang à la une, scénario de Maurizio Mantero, Ennio Missaglia, Giancarlo Berardi et Ray Collins, dessins de Vladimiro Missaglia, Arturo del Castillo et Carlo Ambrosini, 1984
74. Une Nuit de cauchemar, scénario de Maurizio Mantero, Ennio Missaglia, Giancarlo Berardi et Ray Collins, dessins de Vladimiro Missaglia, Arturo del Castillo et Carlo Ambrosini, 1984
76. Au-delà du pont, scénario de Maurizio Mantero, Ennio Missaglia, Giancarlo Berardi et Ray Collins, dessins d'Arturo del Castillo, Bruno Marraffa et Ivo Pavone, 1984
80. Vengeance apache, scénario d'Ennio Missaglia, Giancarlo Berardi et Ray Collins, dessins d'Arturo del Castillo, Ivo Milazzo et Ivo Pavone, 1984
81. La Caravane des nanas, scénario de Tiziano Sclavi, Giancarlo Berardi et Ray Collins, dessins d'Arturo del Castillo, Marco Bianchini et Sergio Tarquinio, 1984
85. À deux pas du Paradis, scénario de Tiziano Sclavi, Giancarlo Berardi et Ray Collins, dessins d'Arturo del Castillo, Giorgio Trevisan et Stefano Di Vitto,1985
- Rin Tin Tin & Rusty, Sagédition, collection Vedettes T.V.

47. L'Enlèvement de la petite Annie, scénario de Carlo Marcello, dessins de Carlo Marcello et Arturo del Castillo, 1964
67. La Révolte des Comanches, scénario de Carlo Marcello, dessins de Carlo Marcello et Arturo del Castillo, 1965
76. O'Connor : Les frères Dalton, scénario de Carlo Marcello, dessins de Carlo Marcello et Arturo del Castillo, 1966
- Super West, Sagédition

2. Trois Hommes dans le désert, scénario de Ray Collins, dessins d'Arturo del Castillo et Juan Zanotto, 1977
4. Cobra - L'Évadé de Yuma, , scénario de Ray Collins, dessins d'Arturo del Castillo, 1977
- La Route de l'Ouest, Aventures et Voyages, collection Mon Journal

44. Je suis le vent, scénario de Robin Wood et Gino D'Antonio, dessins d'Arturo del Castillo, Renato Polese et Juan Dalfiume, 1978